# Raumschiff Enterprise/Staffel 1
Die erste Staffel der US-amerikanischen Fernsehserie Raumschiff Enterprise wurde in der Saison 1966/67 erstmals im US-Fernsehen ausgestrahlt, beim US-Sender NBC. Die deutschen Sender ZDF und Sat.1 strahlten sie 1972–74 und 1987/88 erstmals deutschsprachig aus.

## Handlung
| Nr. (ges.) | Nr. (St.) | Deutscher Titel                    | Originaltitel                   | Erstausstrahlung USA | Deutschsprachige Erstausstrahlung (BRD) | Regie              | Drehbuch                                                   | Produktions- nummer |
| --- | --------- | ---------------------------------- | ------------------------------- | -------------------- | --------------------------------------- | ------------------ | ---------------------------------------------------------- | ------------------- |
| 1 | 1         | Das Letzte seiner Art              | The Man Trap                    | 8. Sep. 1966         | 28. Sep. 1987                           | Marc Daniels       | George Clayton Johnson                                     | 05                  |
| Die Enterprise-Crew ist auf einem Planeten, auf dem das Ehepaar Crater lebt. Nachdem mehrere Crew-Mitglieder an Salzmangel gestorben sind, stellt sich heraus, dass Frau Crater durch ein gestaltwandelndes Wesen ersetzt wurde. |           |                                    |                                 |                      |                                         |                    |                                                            |                     |
| 2 | 2         | Der Fall Charly                    | Charlie X                       | 15. Sep. 1966        | 9. Feb. 1974                            | Lawrence Dobkin    | D. C. Fontana, Idee: Gene Roddenberry                      | 07                  |
| Die Enterprise übernimmt den 17-jährigen Jungen Charlie vom Raumschiff Antares, um ihn zu einer Kolonie zu bringen. Charlie wurde kürzlich auf dem Planeten Thasus als einziger Überlebender des 14 Jahre zurückliegenden Absturzes eines Raumschiffs gefunden. Auf der Enterprise trifft Charlie mit Janice Rand erstmals ein Mädchen. Bei seinen Versuchen, sie als Liebhaberin zu gewinnen, zeigt sich, dass er keinen Spaß versteht und Niederlagen nicht verkraften kann. Als die Antares die Enterprise per Funk vor etwas warnen möchte, explodiert die Antares plötzlich, woraufhin Charlie die Antares als Fehlkonstruktion bezeichnet und so das Misstrauen Kirks und Spocks gegenüber ihm erweckt bzw. verstärkt. Später, als er per Willenskraft wiederholt Dinge verändert und Personen verschwinden lässt, zeigt sich, dass Charlie übermenschliche Kräfte ähnlich derer der Thasianer besitzt. Charlie reißt die Gewalt über die Enterprise an sich. Ein thasianisches Raumschiff erscheint bei der Enterprise. Ein von dort auf die Enterprise gebeamter Thasianer erklärt, dass sein Volk dem Jungen vor 14 Jahren die übermenschlichen Kräfte zwecks Überlebens auf dem Planeten gegeben hatte. Jedoch hätte es die Abholung des Jungen durch die Antares verpasst. Die Thasianer nehmen Charlie mit, um zu vermeiden, dass er seine Kräfte gegen die Zivilisation einsetzt. |           |                                    |                                 |                      |                                         |                    |                                                            |                     |
| 3 | 3         | Die Spitze des Eisberges           | Where No Man Has Gone Before    | 22. Sep. 1966        | 6. Okt. 1973                            | James Goldstone    | Samuel A. Peeples                                          | 01                  |
| Auf einen Notruf reagierend, nimmt die Enterprise eine vor 200 Jahren von dem Raumschiff Valiant ausgesetzte Unfallboje an Bord. Deren Untersuchung ergibt, dass die Valiant, bevor sie die Selbstzerstörungssequenz auslöste, im Schiffscomputer nach Informationen über außersinnliche Wahrnehmung suchte. Die Enterprise durchfliegt – ebenso wie einst die Valiant – eine seltsame Raumbarriere, wodurch neun Crewmitglieder sterben und Enterprise-Navigator Gary Mitchell übernatürliche Kräfte entwickelt, die ständig stärker werden. Dadurch und durch Spocks Erkenntnis, dass Ähnliches auch auf der Valiant geschah und dies letztlich zu ihrer Zerstörung führte, stellt Mitchell eine zunehmende Gefahr für die Enterprise dar. Kirk fasst deshalb den Entschluss, ihn auf einem verlassenen Planeten zwangsweise auszusetzen. Als das Außenteam Mitchell dort zurücklassen will, überwältigt er es. Dr. Elizabeth Dehner, die offenbar auch beim Durchflug der Barriere beeinflusst worden war, hat nun ähnliche Kräfte wie Mitchell. Dieser spielt sich zu einem gottgleichen Wesen auf. Dehner widersteht dessen Einfluss und hilft Kirk dabei, Mitchell zu überwältigen. Dabei kommen Mitchell und Dehner zu Tode. |           |                                    |                                 |                      |                                         |                    |                                                            |                     |
| 4 | 4         | Implosion in der Spirale           | The Naked Time                  | 29. Sep. 1966        | 5. Okt. 1987                            | Marc Daniels       | John D. F. Black                                           | 06                  |
| Die Enterprise trifft bei einem Planeten ein, der bald auseinanderbrechen wird, und will dort sechs Wissenschaftler abholen. Das Außenteam findet die Wissenschaftler alle erfroren vor. Joe, ein Mitglied des Außenteams, schleppt von dem Planeten unbewusst eine durch Körperkontakt übertragene Seuche mit auf die Enterprise ein. An der Seuche leiden bald auch andere Crew-Mitglieder. Daran erkrankt, bringen sie auch lange unterdrückte Sehnsüchte zum Ausdruck. Zu den Symptomen gehört auch unvorhersehbares, vergnügungssüchtiges Verhalten, ähnlich wie beim Betrunkensein. Auch das Crewmitglied Riley erkrankt daran. Er verschanzt sich allein im Maschinenraum und blockiert die Kontrolle über den Antrieb. Indes ändert sich die Gravitation des Planeten, sodass die Enterprise in einen spiralförmigen Sturzflug gerissen wird und wegen der fehlenden Steuerkontrolle in 20 Minuten abzustürzen droht. Als Scotty den Maschinenraum wieder unter seiner Kontrolle hat, kann er den Antrieb nicht schnell genug neu starten. Deshalb lassen Kirk und Spock eine hochgefährliche, unerprobte Implosion im Antrieb einleiten, bei der Zeit und Antimaterie reagieren. Diese ist erfolgreich, sodass der Sturzflug abgebrochen werden kann, und bewirkt, dass sich die Enterprise 70 Stunden rückwärts durch Zeit und Raum bewegt. McCoy konnte ein Antiserum entwickeln und die infizierten Crewmitglieder heilen. |           |                                    |                                 |                      |                                         |                    |                                                            |                     |
| 5 | 5         | Kirk : 2 = ?                       | The Enemy Within                | 6. Okt. 1966         | 22. Juli 1972                           | Leo Penn           | Richard Matheson                                           | 04                  |
| Kirk ist als Teil eines Außenteams auf einem Planeten, auf dem es zunehmend kälter wird. Als er auf die Enterprise zurückgebeamt wird, entsteht durch eine Fehlfunktion im Transportersystem ein bösartiger Doppelgänger von Kirk, der auf der Enterprise sein Unwesen treibt. Er misshandelt Janice Rand und wird etwas später in der Krankenstation fixiert. Die restlichen Mitglieder des Außenteams auf dem Planeten drohen zu erfrieren, da der Transporter nach wie vor gestört ist. Unterdessen stellt sich heraus, dass der originale Kirk zunehmend an Willenskraft und Entschlussfähigkeit und dadurch an Führungskraft verliert. Als Scotty und Spock glauben, das Problem mit dem Transporter beheben zu können, steht dieser Kirk vor der nun für ihn sehr schwierigen Wahl, ein lebensgefährliches Risiko einzugehen, um seine eigene Duplizierung rückgängig zu machen. Indem Spock ihm bei der Entscheidung hilft und an seine Intelligenz appelliert, wird Kirk davon überzeugt, das Risiko einzugehen. Dadurch kann die korrekte Funktionsfähigkeit des Transporters bewiesen und die Duplizierung Kirks rückgängig gemacht werden, das restliche Außenteam kann kurz vor dem Erfrieren gerettet werden. |           |                                    |                                 |                      |                                         |                    |                                                            |                     |
| 6 | 6         | Die Frauen des Mr. Mudd            | Mudd’s Women                    | 13. Okt. 1966        | 21. Sep. 1987                           | Harvey Hart        | Stephen Kandel, Idee: Gene Roddenberry                     | 03                  |
| Die Enterprise beamt vier Personen von einem unidentifizierbaren Raumschiff herunter, das mit hoher Geschwindigkeit flüchtet und schließlich an Asteroiden zerschellt. Bei den Personen handelt es sich um den vorbestraften Kriminellen Harry Mudd und drei äußerst hübsche junge Frauen, die Mudd an einsame Männer zu verkaufen plant und die auf viele Männer auf der Enterprise eine hohe Anziehungskraft ausüben. Die Frauen wirken nur deshalb so jung und hübsch, weil Mudd ihnen die illegale „Venusdroge“ verabreicht. Bei der Verfolgung von Mudds Schiff sind einige der zum Antrieb der Enterprise erforderlichen Dilithiumkristalle ausgefallen. Die Enterprise will deshalb am Erzabbauplaneten Rigel 12 Ersatzkristalle erwerben. Die Bergarbeiter wollen sie aber nur verkaufen, wenn sie dafür die Frauen erhalten – ein Geschäft, das ihnen Mudd indes heimlich vorgeschlagen hat. Während die Energie der Enterprise immer stärker zur Neige geht, verzögert sich der Abschluss des Geschäfts, da sich die Bergleute mit den Frauen vergnügen. Eve, eine von ihnen, ist dagegen, weiterhin mit der Droge ausgenutzt zu werden. Als bei ihr die Wirkung der Droge nachlässt und sie wieder älter und hässlicher aussieht, bewirkt Kirk, dass ihr bisheriger Liebhaber Ben von der Droge und ihrer Wirkung erfährt. Er erkennt daraufhin, dass nicht die äußeren, sondern die inneren Werte zählen. Die Enterprise erhält schließlich die Kristalle. |           |                                    |                                 |                      |                                         |                    |                                                            |                     |
| 7 | 7         | Der alte Traum                     | What Are Little Girls Made Of?  | 20. Okt. 1966        | 19. Okt. 1987                           | James Goldstone    | Robert Bloch                                               | 09                  |
| Die Enterprise will den Biologen Dr. Roger Korby auf dessen Bitte hin von einem Planeten abholen. Seine Verlobte Christine Chapel verließ den Planeten und Korby vor fünf Jahren, als er sich wegen der starken Abkühlung auf der Oberfläche in unterirdische Höhlen zurückzog. Nachdem Kirk und Christine hinuntergebeamt sind, lässt Korby die beiden zwecks Geheimhaltung seiner Forschung in den Höhlen gefangenhalten. In seiner Forschungsarbeit hat er mehrere Androiden erschaffen. Er fordert von Kirk, auf einen fremden Planeten gebracht zu werden, um in dessen Bevölkerung – von ihm „Rohmaterial“ genannt – Androiden auszusetzen, die er für vollkommen hält. Mit deren Einsatz glaubt er viele menschliche Probleme eliminieren zu können. Er erschafft im Nu auch einen Androiden, der genauso aussieht wie Kirk, und lässt ihn vorübergehend auf der Enterprise spionieren. Kirk ist gegen Korbys Plan und meint, dass man als Android von einem Menschen jederzeit vernichtet werden kann. Plötzlich erkennt Kirk, dass auch Korby ein Android ist. Dieser behauptet, der reale Korby habe einst, dem Tode nahe, keine andere Wahl gehabt, als einen Androiden mit seinen Eigenschaften zu schaffen. Als Andrea, ein vom Korby-Androiden geschaffener Android in Gestalt einer Frau, erkennt, dass sie außerstande sei zu lieben, erschießt sie sich und ihn. Kirk und Chapel werden von der Enterprise-Crew gerettet. |           |                                    |                                 |                      |                                         |                    |                                                            |                     |
| 8 | 8         | Miri, ein Kleinling                | Miri                            | 27. Okt. 1966        | 2. Nov. 1987                            | Vincent McEveety   | Adrian Spies                                               | 11                  |
| Auf einen automatischen Notruf reagierend, beamt ein Enterprise-Außenteam auf einen erdähnlichen Planeten. In einer heruntergekommenen Stadt, ähnlich der USA in den 1960er Jahren, greift das Team das Mädchen Miri auf, eines von lauter Kindern, die sich in der Stadt vor Erwachsenen verstecken. Die meisten Erwachsenen starben vor vielen Jahren an einer Seuche, die nun auch das Außenteam befällt und zu deren Symptomen blaue Hautgeschwüre und zunehmende Verrücktheit gehören. Wie das Team aus Aufzeichnungen der Planetenbewohner erfährt, schlug auf dem Planeten einst ein lebensverlängerndes Forschungsvorhaben dergestalt fehl, dass die Menschen nach Beginn der Pubertät an der Seuche starben. Den Kindern, die in Wirklichkeit schon über 300 Jahre alt sind, steht dasselbe Schicksal bevor. Aus Angst vor Erwachsenen stehlen sie dem Außenteam, das nun mit Ausnahme Spocks noch wenige Tage zu leben hat, die Funkgeräte. Ohne diese kann McCoy das von ihm entwickelte Gegenserum nicht testen. Während Kirk das Vertrauen der Kinder zu erhalten versucht und an sie appelliert, die Funkgeräte wieder herauszugeben, ist McCoy so verzweifelt, dass er das Gegenserum an sich selbst ausprobiert. Da es korrekt wirkt, können es auch die anderen Teammitglieder und die Kinder einnehmen. Die Enterprise verlässt den Planeten und will den Kindern Hilfe schicken. |           |                                    |                                 |                      |                                         |                    |                                                            |                     |
| 9 | 9         | Der Zentralnervensystemmanipulator | Dagger of the Mind              | 3. Nov. 1966         | 26. Okt. 1987                           | Vincent McEveety   | S. Bar-David                                               | 10                  |
| Als die Enterprise mit der planetaren Strafkolonie Tantalus einen Frachtaustausch durchführt, gelangt ungenehmigt Dr. van Gelder an Bord, der Assistent des renommierten Anstaltsleiters Dr. Adams. Er wird bald überwältigt und in der Krankenstation fixiert. Er erleidet seelische Qualen, die eigener Aussage zufolge durch eine Manipulation seines Gedächtnisses auf Tantalus entstanden sind. Deshalb warnt er die Crew auch davor, sich nach Tantalus zu begeben. Dort ist unterdessen Kirk mit der Schiffspsychiaterin Dr. Noel eingetroffen, um die Angelegenheit zu untersuchen. Sie entdecken, dass Dr. Adams ein Strahlen sendendes Gerät einsetzt, um Gefangene zu disziplinieren und ihr Gedächtnis zu manipulieren. Seine Mitarbeiter wirken seltsam emotionslos. Seiner Aussage nach habe van Gelder den Apparat an sich selbst auf unangemessene Weise und mit negativem Ergebnis ausprobiert. Nachdem Kirk den Apparat an sich selbst ausprobiert hat und daraufhin von Adams einer Gehirnwäsche unterzogen und gefangen genommen wurde, kann Noel ihm durch Sabotage der Stromversorgung zur Freiheit verhelfen. Dabei kommt der Anstaltsleiter zu Tode. Der Apparat wird zerstört und Dr. van Gelder kehrt als rechtmäßiger Anstaltsleiter in die Kolonie zurück. |           |                                    |                                 |                      |                                         |                    |                                                            |                     |
| 10 | 10        | Pokerspiele                        | The Corbomite Maneuver          | 10. Nov. 1966        | 7. Okt. 1972                            | Joseph Sargent     | Jerry Sohl                                                 | 02                  |
| Ein würfelförmiges Objekt im All blockiert den Flug der Enterprise. Als es sich der Enterprise bis auf wenige Meter genähert hat, zerstört sie es per Phaserbeschuss. Wenig später wird die Enterprise von einem deutlich größeren, diesmal kugelrunden Objekt blockiert. Ein Unbekannter namens Baylock an Bord des Objekts fühlt sich durch die Zerstörung des Würfels, der eine Warnboje war, bedroht und droht der Enterprise ultimativ mit Zerstörung. Steuermann Bailey verliert angesichts der aussichtslosen Lage die Beherrschung und wird deshalb auf Kirks Befehl hin abgelöst. Im Rahmen eines Bluffs droht Kirk dem Gegner mit Anwendung der fiktiven Substanz Korbomit, die jeden Gegner auslöscht, sollte die Enterprise angegriffen werden. Daraufhin lässt der Gegner das 10-minütige Ultimatum verstreichen und fordert einen Beweis für den Besitz von Korbomit. Auf Kirks Weigerung, den Beweis zu erbringen, reagierend, lässt Baylock die Enterprise mit einem separaten, kleineren Schiff zwangsweise abschleppen, um die Crew auf einem Planeten zu internieren. Die Enterprise kann sich zwar aus dem Schleppflug befreien, jedoch fällt ihr Antrieb aus. Als das Schleppschiff havariert, bringt die Enterprise es zum Mutterschiff. Auf dem Schleppschiff entdeckt ein Außenteam einen Kleinwüchsigen, der mit Baylock als seinem zweiten Ich das Hauptschiff steuert und die Enterprise einer Verhaltensprüfung unterzogen hat. |           |                                    |                                 |                      |                                         |                    |                                                            |                     |
| 11 | 11        | Talos IV – Tabu – Teil 1           | The Menagerie – Part I          | 17. Nov. 1966        | 16. Nov. 1987                           | Marc Daniels       | Gene Roddenberry                                           | 15                  |
| Die Enterprise ist beim Föderationsplaneten M11, wo Captain Christopher Pike als Vollinvalide dahinvegetiert. Spock täuscht Befehle vor, die er selbst gefälscht hat, um so Pike mit der Enterprise zum Planeten Talos IV zu bringen, dessen Betreten verboten ist. Kirk und Commodore Mendez verfolgen die Enterprise mit einem Shuttle und werden auf Spocks Veranlassung hin an Bord gelassen, als sie für eine Rückkehr nach M11 zu weit entfernt sind. Spock hat die Steuerkontrolle der Enterprise blockiert, sodass niemand sonst den Flug nach Talos IV abbrechen kann. Kirk und Mendez klagen Spock daraufhin wegen Meuterei vor einem Militärgericht an Bord an. Im Gerichtsverfahren präsentiert Spock Video-Beweismaterial, das 13 Jahre zuvor entstand, als Spock als erster Offizier auf der Enterprise unter Captain Pike diente, der berufsmüde und urlaubsreif war. Die Enterprise geht darin einem Notruf von Überlebenden eines Raumschiffabsturzes auf dem Planeten Talos IV nach. Als das Außenteam auf der Oberfläche eingetroffen ist, sorgt eine Frau dafür, dass Pike von Außerirdischen in eine Höhle entführt wird. In der Gegenwart droht das Sternenflottenkommando Kirk zu verhaften, weil sich die Enterprise Talos IV nähert. |           |                                    |                                 |                      |                                         |                    |                                                            |                     |
| 12 | 12        | Talos IV – Tabu – Teil 2           | The Menagerie – Part II         | 24. Nov. 1966        | 23. Nov. 1987                           | Robert Butler      | Gene Roddenberry                                           | 16                  |
| Aus dem Video, das Spock dem Gericht vorführt, geht hervor, dass die Überlebenden auf Talos IV eine Illusion waren, mit der die Talosianer die Enterprise angelockt haben. Wie das Video zeigt, halten die Talosianer Pike und die Frau Vena gefangen, die einzige Überlebende eines Raumschiffabsturzes, der sich 18 Jahre zuvor auf dem Planeten ereignete. Die Talosianer, die auch mit Pike per Gedankenübertragung kommunizieren können, wollen eine menschliche Gesellschaft quasi als Sklaven aufbauen, mit der sie ihr eigenes, bedrohtes Überleben sichern wollen. Dazu zwingen sie Pike mit Illusionen, der Frau näher zu kommen, um mit ihr eine Familie zu gründen. Pike jedoch ist widerspenstig und nutzt eine Fluchtgelegenheit aus dem Gebäude, bei der er einen Talosianer als Geisel nimmt. Pike kann nun mit Vena zurück auf die Enterprise beamen, jedoch weigert sich Vena. Wie Pike erst jetzt erfährt, ist sie in Wirklichkeit durch den einstigen Raumschiffabsturz körperlich völlig entstellt und lebt nur mit Hilfe der Talosianer als hübsche, unversehrte Frau. Nachdem Pike auf die Enterprise zurückgebeamt ist, endet das Video. In der Gegenwart ist die Enterprise indes im Orbit von Talos IV angelangt. Es stellt sich heraus, dass die Talosianer den Gerichtsprozess forciert haben, auch indem sie Mendez als Illusion für Spock und Kirk schufen, um so Pike nach Talos IV zu locken. Dieser geht auf das Angebot der Talosianer ein, hinunterzubeamen und ebenso wie Vena künftig ein Leben in einem unversehrten Körper zu führen. Der reale Mendez auf M11 storniert das Zutrittsverbot auf den Planeten für Pike ausnahmsweise. Spock ist nicht länger angeklagt. |           |                                    |                                 |                      |                                         |                    |                                                            |                     |
| 13 | 13        | Kodos, der Henker                  | The Conscience of the King      | 8. Dez. 1966         | 9. Nov. 1987                            | Gerd Oswald        | Barry Trivers                                              | 12                  |
| Kirks Freund Dr. Leighton lockt Kirk unter einem Vorwand zu sich auf den Planeten Q. Dort hatte es vor vielen Jahren eine Hungersnot gegeben, in deren Folge zwei um die Nahrungsmittel konkurrierende Gruppen entstanden. Kodos, der Anführer der einen Gruppe, sorgte dafür, dass die 4000 Mitglieder der anderen Gruppe ermordet wurden, sodass seine Gruppe genügend Nahrung erhielt. Bei seinem angeblichen Tod konnte seine Leiche nicht eindeutig identifiziert werden. Nun glaubt Leighton in dem Theaterschauspieler Anton Karidian Kodos erkannt zu haben und teilt das Kirk mit. Kurz darauf findet Kirk Leighton ermordet auf. Kirk geht nun an Bord der Enterprise, mit der er die Schauspieler ersatzweise transportiert, Leightons Verdacht nach. Kirk und Crewmitglied Riley sind mittlerweile die einzigen von ursprünglich neun Personen, die Kodos identifizieren können. Jemand verübt an Bord der Enterprise Mordanschläge auf sie. Als Kirk immer stärker zu der Überzeugung gelangt, dass Anton derselbe wie Kodos ist, hört er mit, wie Antons Tochter Lenore zugibt, die sieben Personen ermordet zu haben, um so ihren Vater zu schützen. Im Gegensatz zu ihr hat Anton seiner früheren Untat längst abgeschworen. Als er sie daran hindern will, mit einem Phaser zu entkommen, erschießt sie ihn. |           |                                    |                                 |                      |                                         |                    |                                                            |                     |
| 14 | 14        | Spock unter Verdacht               | Balance of Terror               | 15. Dez. 1966        | 12. Okt. 1987                           | Vincent McEveety   | Paul Schneider                                             | 08                  |
| Nahe der neutralen Zone, die den Raum der Föderation von dem des romulanischen Sternenimperiums trennt, werden mehrere Föderationsraumstationen zerstört. Dafür ist ein romulanisches, tarnfähiges Raumschiff verantwortlich, das unberechtigt die neutrale Zone durchquert hat. Zwischen beiden Mächten kam es einst zu einem Krieg, in dessen Folge der Grenzstreifen geschaffen wurde. Die Föderation wusste bislang nicht, wie Romulaner aussehen. Die Enterprise verfolgt das romulanische Schiff und erkennt durch heimliche Überwachung von dessen Brückencrew erstmals, dass die romulanische Physiologie der der Vulkanier stark ähnelt. Spock wird daraufhin durch den Enterprise-Steuermann Stiles der Spionage für die Romulaner verdächtigt. Beide Schiffe beobachten sich im Weltraum gegenseitig, ohne die genaue Position des anderen zu kennen. Dann passiert Spock ein Malheur beim Auswechseln einer Phaserspule, wodurch die Romulaner die Position der Enterprise erkennen und sie mit einem Nuklearsprengkopf zu zerstören versuchen. Die Enterprise wird aber lediglich beschädigt. Als die Enterprise der Zerstörung durch die Romulaner nahe ist, sorgt Spock für das Abfeuern der Phaser auf das romulanische Schiff. Der Captain des schwer beschädigten Schiffs will die Gefangennahme vermeiden und lässt sein Schiff daher selbst zerstören. Spock wird nicht länger als Spion verdächtigt. |           |                                    |                                 |                      |                                         |                    |                                                            |                     |
| 15 | 15        | Landeurlaub                        | Shore Leave                     | 29. Dez. 1966        | 30. Nov. 1987                           | Robert Sparr       | Theodore Sturgeon                                          | 17                  |
| Ein Teil der Enterprise-Crew ist auf einen als unbewohnt angenommenen Planeten gebeamt, um dort einen Landurlaub zu machen. Auf der Oberfläche erleben die Crewmitglieder merkwürdige Dinge, ähnlich Tagträumen: McCoy sieht einen großen weißen Hasen und ein blondes Mädchen, wie in Alice im Wunderland, Sulu findet einen alten Polizeirevolver und Kirk begegnet Personen aus seiner Vergangenheit, darunter auch einem Mann, den er als Finnegan kennt. Während die Erlebnisse anhalten, werden sie immer mehr zur Bedrohung für die Crew und verhindert ein Kraftfeld zunehmend die Kommunikation mit der Enterprise. McCoy wird durch einen Ritter zu Pferd ermordet, woraufhin seine Leiche verschwindet. Finnegan, mit dem Kirk zuletzt vor 15 Jahren zu tun hatte, duelliert sich mit Kirk per Faustkampf. Kirk und Spock erkennen, dass jemand Dinge und Personen aus den Gedanken der Crewmitglieder plötzlich wahr werden lässt. Plötzlich erscheint ein Mann und erklärt, dass es sich um einen Vergnügungsplaneten und bei den Erlebnissen um Experimente der Planeteninhaber handelt. Es habe sich gezeigt, dass die menschliche Rasse noch nicht reif für diese Art von Vergnügung sei. Die Kommunikation mit dem Schiff ist nun wieder problemlos möglich. McCoy erscheint wieder lebend und die Crew kann auf die Enterprise zurückkehren. |           |                                    |                                 |                      |                                         |                    |                                                            |                     |
| 16 | 16        | Notlandung auf Galileo 7           | The Galileo Seven               | 5. Jan. 1967         | 14. Okt. 1972                           | Robert Gist        | Oliver Crawford, S. Bar-David; Idee: Oliver Crawford       | 13                  |
| Die Enterprise ist unterwegs, um Medikamente zu einer notleidenden Kolonie zu transportieren, und macht dabei einen Zwischenstopp zur Erforschung eines Quasars. Spock, McCoy, Scott und vier weitere Crewmitglieder fliegen mit dem Shuttle Galileo-Seven in die Nähe des Quasars, werden dabei aber ungeplant durch das Magnetfeld eines Planeten im Quasar zu Boden und so zur Notlandung gezwungen. Nach der Notlandung und während Spock die Vorbereitungen für den baldigen Rückflug vorantreiben lässt, sterben die zwei Crewmitglieder Latimer und Gaetano durch die Gewalt unbekannter, steinzeit-ähnlicher Wesen. Spock muss einsehen, dass das Verhalten der Fremden mit Logik weder genügend erklärbar noch voraussehbar ist, und damit der Kritik seiner Kollegen rechtgeben. Unterdessen ist Kirk auf der Enterprise auf Befehl eines Föderationsvertreters gezwungen, die Suche nach dem vermissten Shuttle abzubrechen, um die Medikamente fristgerecht auszuliefern. Kurz, nachdem die Shuttle-Crew zu fünft von dem Planeten gestartet ist, veranlasst Spock, dass der Treibstoff abgelassen und angezündet wird, und macht die Enterprise durch dieses Signal auf das Shuttle aufmerksam. Dadurch können die fünf kurz vor dem Verglühen des Shuttles auf die Enterprise gebeamt werden. Spock weigert sich einzusehen, er habe mit dem Ablassen des Treibstoffs emotional und unlogisch gehandelt. |           |                                    |                                 |                      |                                         |                    |                                                            |                     |
| 17 | 17        | Tödliche Spiele auf Gothos         | The Squire of Gothos            | 12. Jan. 1967        | 23. März 1974                           | Don McDougall      | Paul Schneider                                             | 18                  |
| Bei der Passage eines unbekannten Planeten verschwinden plötzlich Kirk und Sulu. Ein Außenteam findet die Vermissten auf dem Planeten wieder und zwar in der Gefangenschaft des menschlich erscheinenden Wesens Trelaine, das übermenschliche Kräfte hat, und wird zunächst auch von Trelaine gefangengehalten. Nachdem die Enterprise ihre Crewmitglieder gegen Trelaines Willen wieder an Bord gebeamt hat, transferiert dieser die Brückencrew wieder auf den Planeten, den er Gothos nennt. Trelaine gibt sich amüsiert und interessiert am gesellschaftlichen Umgang mit den Crewmitgliedern, ohne seine Ziele preiszugeben und scheut keinen Konflikt. Er kann Dinge und Personen bewusstseinsgesteuert verschwinden lassen und transferieren. Kirk nutzt einen Vorwand, um zu beweisen, dass Trelaines Kräfte computergestützt erzeugt werden und entlarvt ihn damit, sodass Trelaine verschwindet. Als die Enterprise von Trelaine am Weiterflug gehindert wird, kehrt Kirk auf Gothos zurück, um ihn zu bekämpfen. Dieser will Kirks Tod. Kirk erkennt, dass Trelaine spielen will, hält ihn aber für einen einfallslosen Feigling. Als Trelaine zu feige ist, um Kirk zu töten, wird er von seinen Eltern abgeholt, die ebenfalls übermenschliche Energiewesen sind. Sie entschuldigen sich bei Kirk, ohne ihre Identität preiszugeben. |           |                                    |                                 |                      |                                         |                    |                                                            |                     |
| 18 | 18        | Ganz neue Dimensionen              | Arena                           | 19. Jan. 1967        | 7. Dez. 1987                            | Joseph Pevney      | Gene L. Coon, Idee: Fredric Brown                          | 19                  |
| Ein Enterprise-Außenteam findet die terranische Beobachtungsstation auf Cestus III wider Erwarten zerstört vor und gerät dort sofort unter starken Beschuss. Die Angreifer fliehen per Raumschiff und werden von der Enterprise verfolgt, auf die das Außenteam nun wieder zurückgekehrt ist. Mithilfe eines Überlebenden von Cestus III folgert Kirk, dass die Enterprise-Crew auf Cestus III in eine Falle gelockt wurde und womöglich eine Invasion durch die Fremden im Gange ist. Nach einiger Zeit Verfolgung wird die Enterprise von einer unbekannten Kraft am Weiterflug gehindert. Diese stellt sich als die Metronen vor. Sie zwingen Kirk auf einem Planeten zu einem Duell auf Leben und Tod mit dem Captain des fremden Schiffes, einem Vertreter der reptilienähnlichen Spezies Gorn. Kirk und der Gorn bekämpfen sich in der wüstenähnlichen Landschaft unter Verwendung von Naturmaterialien, darunter Steine und Kaliumnitrat, mit dem Kirk Schießpulver mischt. Der Gorn behauptet, dass der Überfall der Gorn auf den Außenposten zum Schutz der Gorn diente. Deshalb verschont Kirk ihn. Die Metronen schlussfolgern aus diesem gnädigen Verhalten, dass Hoffnung für die von ihnen bislang als Wilde beurteilte menschliche Spezies bestehe, und lassen Kirk deshalb zur Enterprise zurückkehren. |           |                                    |                                 |                      |                                         |                    |                                                            |                     |
| 19 | 19        | Morgen ist Gestern                 | Tomorrow Is Yesterday           | 26. Jan. 1967        | 27. Mai 1972                            | Michael O’Herlihy  | D. C. Fontana                                              | 21                  |
| Die Enterprise wird durch einen Unfall ca. 300 Jahre in die Vergangenheit versetzt und findet sich im Erdorbit wieder. Dort wird die Enterprise von der U.S. Air Force als UFO bemerkt und von einem Kampfflugzeug verfolgt, dessen Piloten, Captain Christopher, an Bord gebeamt wird. Die Crew will nun erreichen, dass die Zeitlinie durch den Vorfall nicht beschädigt wird. Christopher muss dennoch auf die Erde zurückkehren, damit er seinen Sohn zeugen kann, der später als erster Mensch zum Jupiter reist. Damit Christophers Geschichte auf der Erde als unglaubhaft beurteilt wird, vernichtet ein Außenteam die Tonbandaufzeichnungen des Kontakts der Air Force mit der Enterprise. Dabei gelangt ungeplant ein weiterer Mensch, ein Sergeant, von der Erde auf die Enterprise. Der Captain und der Sergeant kehren auf die Erde zurück, kurz nachdem die Enterprise schließlich mit einem speziellen Flug um die Sonne herum in ihre ursprüngliche Zeit zurückkehrt. |           |                                    |                                 |                      |                                         |                    |                                                            |                     |
| 20 | 20        | Kirk unter Anklage                 | Court Martial                   | 2. Feb. 1967         | 10. Juni 1972                           | Marc Daniels       | Don Mankiewicz, Steven W. Carabatsos; Idee: Don Mankiewicz | 14                  |
| Durch einen Ionensturm wurde die Enterprise kürzlich schwer beschädigt, dabei kam der Computeroffizier Lt. Finney zu Tode. Auf Raumbasis 11 wird die Enterprise repariert und bezüglich des Todesfalls gegen Kirk wegen möglichen Meineides und Fahrlässigkeit mit Todesfolge ermittelt. Im Gerichtsverfahren geht es um die Frage, ob Kirk den Schutzschirm gemäß seiner eidesstattlichen Behauptung bei rotem Alarm oder entsprechend dem Computerprotokoll noch beim vorherigen gelben Alarm abgeworfen hat. Spock behauptet im Zeugenstand, dass die Computeraufzeichnung falsch sein müsse und Kirk sich nicht irre. Die Anklägerin Shaw beweist per Videoaufzeichnung, dass Kirk den Schirm noch bei gelbem Alarm abgeworfen hat. Spock findet heraus, dass der Enterprise-Computer manipuliert wurde. Kirks Verteidiger Cogley schlussfolgert daraus, dass die Videoaufzeichnung fehlerhaft ist, Finney gar nicht tot ist und den Computer manipuliert hatte. Durch Hörbarmachung aller Herztöne der auf dem Schiff befindlichen Personen beweist Cogley, dass Finney noch lebt. Kirk findet ihn versteckt im Maschinenraum. Er gibt zu, Sabotage begangen zu haben, um sich damit an Kirk zu rächen, den er dafür verantwortlich macht, dass gegen ihn eine Disziplinarstrafe verhängt wurde, die Finneys Beförderung vereitelte. Kirk vereitelt die Vollendung von Finneys Plan, die Enterprise zu zerstören. |           |                                    |                                 |                      |                                         |                    |                                                            |                     |
| 21 | 21        | Landru und die Ewigkeit            | The Return of the Archons       | 9. Feb. 1967         | 21. Dez. 1987                           | Joseph Pevney      | Boris Sobelman, Idee: Gene Roddenberry                     | 22                  |
| Sulu kehrt von dem Planeten Beta-3 in einem Hypnose-ähnlichen Zustand auf die Enterprise zurück, sein Kollege O’Neal bleibt verschollen. Ein Außenteam um Kirk, Spock und McCoy sucht daraufhin auf der menschlich besiedelten Planetenoberfläche nach dem Grund dafür und erkennt rasch, dass die Bewohner unter dem Einfluss eines gewissen Landru stehen. Dieser kann die Bewohner per Paralyse dazu veranlassen, sich plötzlich in Anarchie zu versetzen oder das Außenteam anzugreifen. Nach kurzer Flucht vor den Angreifern wird das Außenteam per Schallwellen überwältigt und eingesperrt. McCoy wird, wie indes schon O’Neal, von Landrus Handlangern ebenfalls in dessen seelenlose Gemeinschaft absorbiert, deren Mitglieder permanent Frieden und Freude predigen. Der Rest des Außenteams bleibt davon verschont, da ihnen ein Untergrundkämpfer hilft. Dieser führt Kirk und Spock zu Landru, der nur als Projektion erscheint und ihnen wegen unberechtigten Eindringens ihren baldigen Tod ankündigt. Landru stellt sich als ein Computer heraus, der vor Jahrtausenden an die Stelle des realen Heilsbringers Landru trat. Er führt dessen Ziel weiter, für das harmonische Fortbestehen der Gesellschaft zu sorgen. Da er aber ohne Weisheit, Seele und Kreativität programmiert wurde, zerstört Kirk ihn, woraufhin die Hypnose der Bewohner endet und die Enterprise freigegeben wird. |           |                                    |                                 |                      |                                         |                    |                                                            |                     |
| 22 | 22        | Der schlafende Tiger               | Space Seed                      | 16. Feb. 1967        | 21. Okt. 1972                           | Marc Daniels       | Gene L. Coon, Carey Wilber; Idee: Carey Wilber             | 24                  |
| Die Enterprise findet das bislang unbekannte, aus dem späten 21. Jahrhundert stammende Raumschiff Botany Bay treibend im All. Darauf befinden sich über 70 Menschen in Lebenserhaltungskammern im Tiefschlaf. Man nimmt das Schiff in Schlepp und lässt den indischstämmigen Kommandanten Khan auf der Enterprise wiedererwachen. Kirk und Spock finden heraus, dass es sich bei den Fremden um gentechnisch erzeugte, körperlich und geistig ertüchtigte Menschen handelt, die gegen Ende der Eugenischen Kriege verschwanden und dass Khan damals Anführer einer Bewegung war, die über ein Viertel der Erdbevölkerung herrschte. Khan sagt, dass er und seine Genossen die damalige Welt heilen wollten, die sie als krank empfanden. Er gewinnt die Enterprise-Historikerin Marla McGyvers als Geliebte, sodass sie ihm bei der gewaltsamen Übernahme der Enterprise hilft. Er erweckt die anderen Menschen der Botany Bay aus dem Tiefschlaf und unterbricht die Lebenserhaltung auf der Enterprise-Brücke, um Kirk damit zur Abgabe des Kommandos an ihn zu zwingen. Nachdem er damit gedroht hat, zusätzlich zu Kirk auch Spock zu töten, sieht Marla ihr Verhalten als falsch ein und hilft Kirk und Spock, sodass diese die Übermenschen unschädlich machen können. Kirk entscheidet, dass Khan mit seiner Gefolgschaft auf dem unbewohnten Planeten Ceti Alpha V ausgesetzt wird. |           |                                    |                                 |                      |                                         |                    |                                                            |                     |
| 23 | 23        | Krieg der Computer                 | A Taste of Armageddon           | 23. Feb. 1967        | 28. Dez. 1987                           | Joseph Pevney      | Robert Hamner, Gene L. Coon; Idee: Robert Hamner           | 23                  |
| Die Föderation will mit der Regierung des Planeten Eminiar diplomatische Beziehungen aufnehmen. Auf Druck des Föderationsbotschafters Fox muss Kirk die Warnung von Eminiar ignorieren, sich dem Planeten zu nähern. Auf Eminiar stellt das Außenteam um Kirk und Spock fest, dass die Eminiarer seit Jahrhunderten mittels Computersimulationen einen Krieg gegen den Nachbarplaneten Vendikar führen. Je nach Ausgang der Simulationen müssen sich die Opfer in Desintegrationskammern begeben, um zu sterben und die simulativ vorgegebenen Totenquoten zu erfüllen. Der Regierungschef von Eminiar erklärt, dass die Enterprise-Besatzung nun Opfer des Krieges geworden ist. Um sie dazu zu zwingen, zum Sterben auf den Planeten zu kommen, lässt er das Außenteam als Geiseln einsperren. Kirk beurteilt diesen Krieg als sinnlos und will ihn beenden. Das Team bricht aus und zerstört eine Desintegrationskammer, daraufhin wird die Enterprise von Eminiar aus angegriffen. Fox verbietet aber, dass die Enterprise Gegenmaßnahmen ergreift und will mit dem Hohen Rat von Eminiar verhandeln. Spock bewahrt den leichtgläubigen Fox davor, auf Eminiar desintegriert zu werden. Kirk und die Enterprise sorgen dafür, dass der Krieg beendet wird; er befreit sich aus seiner Geiselhaft, zerstört mit Spock die kriegführenden Computer und zwingt die kriegführenden Parteien so dazu, miteinander zu verhandeln. |           |                                    |                                 |                      |                                         |                    |                                                            |                     |
| 24 | 24        | Falsche Paradiese                  | This Side of Paradise           | 2. März 1967         | 4. Jan. 1988                            | Ralph Senensky     | D. C. Fontana, Idee: Nathan Butler, D. C. Fontana          | 25                  |
| Die Enterprise untersucht den Planeten Omicron Ceti III, da dort angeblich rund 150 menschliche Siedler durch die binnen einer Woche tödliche Berthold-Strahlung gestorben seien. Das Außenteam trifft jedoch auf die Siedler, darunter auch auf die Frau Leila Kalomi, eine Botanikerin, die Spock von der Erde kennt. Sandoval, der Anführer der Siedler, weigert sich, dem Sternenflottenbefehl Folge zu leisten und den Planeten mit den Siedlern zu verlassen. Leila verführt Spock und sorgt per Infektion durch Sporen einer bestimmten Pflanze dafür, dass er sich sonderbar glücklich und emotional verhält. Nach und nach werden auch Scotty, Sulu und der Rest der Enterprise-Crew mit denselben Sporen infiziert. Alle beamen sich auf den Planeten, den sie als Paradies verstehen, nur Kirk befindet sich noch auf der Enterprise. Der noch nicht infizierte Kirk erfährt, dass die Sporen unter der Wirkung der Berthold-Strahlung gedeihen und bei den Menschen für ein umfassendes Glücksgefühl sorgen. Kirk ist nun allein auf der Enterprise und beurteilt das Verhalten seiner Crew als Sabotage und Meuterei. Er erkennt, dass man die Infektion beenden kann, wenn man die Infizierten mit starken Emotionen konfrontiert, also provoziert und zornig macht. Mit diesem Wissen heilt er Spock, den er unter einem Vorwand auf die Enterprise lockt. Durch dass Aussenden von Infraschallwellen über die Kommunikationssysteme von der Enterprise heilen sie alle Infizierten. Das Unterfangen gelingt und der Planet wird evakuiert. |           |                                    |                                 |                      |                                         |                    |                                                            |                     |
| 25 | 25        | Horta rettet ihre Kinder           | The Devil in the Dark           | 9. März 1967         | 11. Jan. 1988                           | Joseph Pevney      | Gene L. Coon                                               | 26                  |
| Auf dem Gesteinsabbauplaneten Janus VI, auf dem ein dringend benötigtes Mineral gewonnen wird, ereignen sich seit kurzem etliche Todesfälle unter den Bergbauleuten. Die Enterprise-Crew kommt zu Hilfe, um sie aufzuklären, und beginnt damit, die mutmaßlich dafür verantwortliche monsterähnliche Kreatur in den Stollen zu suchen und unschädlich zu machen. Der zeitliche Druck dafür erhöht sich, als die Umwälzpumpe des Reaktors verschwindet, der der Lebenserhaltung dient. Rasch bestätigt sich Spocks Hypothese, der zufolge es sich um mindestens ein auf Silizium basierendes Lebewesen handelt. Das Wesen bewegt sich sehr schnell durch den Fels und scheidet eine stark ätzende Substanz aus. Als Kirk und Spock ihm gegenüberstehen, wagt Spock es, seine Gedanken mit dem Wesen zu verschmelzen. Dabei erfährt er, dass es Horta heißt und voller Angst ist, weil der menschliche Bergbau ihre Art bedroht, welche deshalb kurz vor dem Aussterben steht. Das Wesen hat die Morde offensichtlich begangen, um ihre Brut zu schützen, bei der es sich um lauter kugelförmige Siliziumknollen handelt und von denen durch den Bergbau schon etliche getötet worden sind. McCoy heilt die durch die Bejagung schwer verletzte Horta. Durch Spock als Vermittler einigt sich Horta mit den Bergbauleuten, künftig in friedlicher Koexistenz zu leben und dass sie die von ihr geschaffenen Stollen für den Bergbau nutzen. |           |                                    |                                 |                      |                                         |                    |                                                            |                     |
| 26 | 26        | Kampf um Organia                   | Errand of Mercy                 | 16. März 1967        | 15. Dez. 1973                           | John Newland       | Gene L. Coon                                               | 27                  |
| Die Föderation befindet sich im Krieg mit den Klingonen. Kirk hat mit der Enterprise den Auftrag, die Okkupation des strategisch wichtigen besiedelten Planeten Organia durch die Klingonen zu verhindern, die dort eine Operationsbasis errichten wollen. Kirk hat keinen Erfolg damit, den Ältestenrat der friedfertigen Organier, die gänzlich gegen Gewaltanwendung sind, davon zu überzeugen, sich bei der Verteidigung helfen zu lassen. Kirk und Spock sitzen auf Organia fest, während die Klingonen mit der Besetzung des Planeten beginnen. Kirk gibt sich als Organier „Barroner“ aus und wird vom klingonischen Gouverneur Kor dazu gezwungen, als Verbindungsmann zu den Organiern zu dienen. Kirk und Spock wollen den Organiern durch Sabotage zeigen, wie sie sich gegen die Besatzung wehren können. Ayelborne, der oberste Organier, verrät ihre wahre Identität an Kor, um ihnen so Gewalt zu ersparen. Daraufhin lässt Kor Kirk und Spock als Spione einsperren, diese werden aber von Ayelborne rasch wieder befreit. Ayelborne und seine Senatskollegen sorgen mit übermenschlichen Kräften dafür, dass die Waffen sowohl der Klingonen als auch der Sternenflotte überhitzen und dadurch funktionslos werden. Damit haben sie den Krieg abgebrochen. Ayelborne erklärt, dass die Organier sich längst über den Evolutionsstand der Menschen und Klingonen hinausentwickelt haben und nun nur als immaterielle Energiewesen existieren. |           |                                    |                                 |                      |                                         |                    |                                                            |                     |
| 27 | 27        | Auf Messers Schneide               | The Alternative Factor          | 23. März 1967        | 14. Dez. 1987                           | Gerd Oswald        | Don Ingalls                                                | 20                  |
| Die Enterprise befindet sich gerade zwecks Kartografierung im Orbit eines unbekannten Planeten, als sie durch einen kosmischen Impuls erschüttert wird, während die Gravitation des Planeten vorübergehend und unerklärlicherweise auf 0 sinkt. Auf der Oberfläche des Planeten findet ein Außenteam den Mann Lazarus, der dorthin vor dem Wesen geflohen ist, das für den Impuls verantwortlich ist. Auf die Enterprise geholt, erlebt er wiederholt imaginär einen Kampf gegen das Wesen. Er fordert die Dilithiumkristalle der Enterprise als Mittel gegen das Wesen, jedoch verweigert Kirk sie ihm. Lazarus behauptet, dass das Wesen, das humanoid ist, zwei Kristalle gestohlen hat und ganze Welten vernichten kann. Indes hat man von der Enterprise aus auf dem Planeten eine neue, unbekannte Strahlungsquelle entdeckt, die in Zusammenhang mit dem Verschwinden der beiden Kristalle zu stehen scheint. Lazarus, der sich wie mit gespaltener Persönlichkeit verhält, gibt sich nun als ewiger Zeitreisender zu erkennen. Spock und Kirk verstehen, dass die Strahlungsquelle aus einem anderen Universum stammt und dass es zwei Lazarus-Individuen geben muss, eins davon als Materie, eins als Antimaterie. Der eine Lazarus stiehlt die Siliziumkristalle von der Enterprise, um damit den anderen Lazarus zu bekämpfen. Schließlich opfert sich der eine Lazarus, um das Universum zu retten. |           |                                    |                                 |                      |                                         |                    |                                                            |                     |
| 28 | 28        | Griff in die Geschichte            | The City on the Edge of Forever | 6. Apr. 1967         | 18. Jan. 1988                           | Joseph Pevney      | Harlan Ellison                                             | 28                  |
| Kirk und Spock folgen McCoy durch ein Zeitportal, um den deshalb veränderten Geschichtsablauf auf der Erde zu korrigieren. |           |                                    |                                 |                      |                                         |                    |                                                            |                     |
| 29 | 29        | Spock außer Kontrolle              | Operation -- Annihilate!        | 13. Apr. 1967        | 25. Jan. 1988                           | Herschel Daugherty | Steven W. Carabatsos                                       | 29                  |
| Auf mehreren Planeten hat die Seuche „Massenwahnsinn“ schon ganze Zivilisationen ausgelöscht. Gegenwärtig grassiert sie auf Deneva, dem Wohnort auch von Kirks Bruder Sam. Als ein Außenteam der Enterprise die Krankheit dort untersuchen will, findet es Sam tot vor. Kirks Schwägerin Aurelia behauptet kurz vor ihrem Tod, fremde Lebewesen würden die Planetenbewohner zum Arbeiten zwingen und seien für die Seuche verantwortlich. Die Wesen, die flugfähig und parasitenähnlich sind, haben offenbar alle Bewohner befallen, darunter Kirks Neffe, und nun auch Spock. Spock versucht gewaltsam die Enterprise zu übernehmen und wird deshalb in der Krankenstation fixiert. Obwohl Spock krank ist, lässt Kirk ihn auf den Planeten beamen, von wo er zu Untersuchungszwecken ein Exemplar der Wesen holt. Es ist ein einzelliges Wesen, das wie eine Zelle eines Gehirns fungiert. Kirk will, dass sich die Seuche nicht über Deneva, wo eine Million Menschen leben, hinaus ausbreitet. Er lässt Spock und McCoy nach einer Möglichkeit suchen, die Wesen zu töten, ohne ihren menschlichen Wirten zu schaden. Bestrahlung und Hitze erweisen sich als wirkungslos. Allerdings scheinen sie lichtempfindlich zu sein. Ein Versuch an Spock beweist, dass die parasitäre Zelle durch starke Lichteinwirkung im Wirtskörper abstirbt. Dadurch kann die Enterprise die ganze Bevölkerung Denevas von den fremden Wesen befreien. |           |                                    |                                 |                      |                                         |                    |                                                            |                     |